# Petit Balcon Nord
 (juillet 2023).
Le Petit Balcon Nord est un sentier de randonnée de France situé en Haute-Savoie, dans la vallée de Chamonix. Il relie le hameau des Bois à celui du Tour par le bas des montagnes de la Pendant, de Lognan et de Péclerey via le Lavancher et Argentière, entre 1 100 et 1 500 mètres d'altitude,.
La Haute Route Chamonix-Zermatt emprunte en partie le Petit Balcon Nord entre Argentière et le Tour.
En amont, sur l'ubac de l'aiguille des Grands Montets et des aiguilles de Chamonix, au-dessus de Chamonix, progresse le Grand Balcon Nord. De l'autre côté de la vallée, sur l'adret des Aiguilles Rouges se trouvent le Petit Balcon Sud et le Grand Balcon Sud.